# Desmoscolex lemani
Desmoscolex lemani is een rondwormensoort uit de familie van de Desmoscolecidae.